# Margret Hassan
Margret Rumat Rumar Hassan (sinh ngày 12 tháng 8 năm 1997), biết đến với tên Margret Hassan, là một vận chạy nước rút người Nam Sudan. Cô đã thi đấu tại Thế vận hội mùa hè 2016 tại Rio de Janeiro, nội dung 200 mét nữ.

## Thơ ấu
Hassan sinh ra ở Wau, Nam Sudan. Khi còn nhỏ, gia đình cô rời bỏ nhà cửa do cuộc chiến với Sudan. Chiến tranh ngăn cản Hassan có được một nền giáo dục. Hassan vẫn đang theo học nền giáo dục tiểu học của mình trong quá trình đào tạo cho Thế vận hội mùa hè 2016.
Hassan bắt đầu như một cầu thủ bóng đá giao lưu, và năm 2012 cô chuyển sang điền kinh. Cô bắt đầu chạy đua với sự thúc giục của một người bạn.

## Sự nghiệp điền kinh
Hassan được chọn để thi đấu với tư cách là "vận động viên độc lập", tên gọi dành cho các vận động viên không thể thi đấu dưới quốc kỳ của họ, tại Thế vận hội trẻ mùa hè 2014 Thế vận hội trẻ 2014 được tổ chức tại Nam Kinh, Trung Quốc. Hassan được vinh dự cầm cờ Olympic với tư cách là đại diện của các vận động viên Olympic độc lập tại lễ khai mạc. Cô thi đấu ở cự ly 400 mét tại cuộc thi, kết thúc với thời gian 61,72 giây.
Vào tháng 6 năm 2016, Hassan thi đấu tại Giải vô địch châu Phi và được ghi nhận thành tích với thời gian 27,61 giây cự ly 200 mét và sau đó cùng năm, Hassan là một phần của đội Olympic đầu tiên của Nam Sudan. Cô đã thi đấu tại Thế vận hội mùa hè 2016 ở cự ly 200 mét. Cô đã về cuối trong vòng loại thứ nhất của mình với thời gian 26,99 giây, là thành tích tốt nhất cá nhân.

## Doanh nghiệp tài trợ
Vào tháng 6 năm 2016, Samsung đã bắt đầu hợp tác với Hassan trong các quảng cáo. Thỏa thuận này gây ra tranh cãi khi Hassan là vận động viên chạy nước rút được chọn để thi đấu cho Đội tuyển Thế vận hội Nam Sudan thay vì Mangar Makur Chuot. Tổng thư ký Ủy ban Olympic quốc gia Nam Sudan, Tong Deran, cho biết ông cảm thấy "áp lực" khi chọn Hassan do hợp đồng quảng cáo với Samsung. Samsung phủ nhận việc gây áp lực lên ủy ban và Tòa án Trọng tài Thể thao đã bác bỏ đơn khiếu nại của Chuot.